# Aso
Aso (阿蘇山 Aso-san?) är den största aktiva vulkanen i Japan och bland de största i världen. Berget står i Kumamoto prefektur på ön Kyushu. Bergets topp ligger 1592 meter över havet. Kalderan är 25 km rakt över, från norr till söder, och 18 km från öst till väst. Kalderans omkrets är 114 km, vilket gör den till världens största aktiva kaldera med en aktiv vulkan. Asos nuvarande kaldera bildades när fyra stora vulkankoner var aktiva under en period för 90 000–300 000 år sedan.